# Ioan Rațiu-szobor
A tordai Ioan Rațiu-szobor műemlékké nyilvánított szobor Romániában, Kolozs megyében. A romániai műemlékek jegyzékében a CJ-III-m-B-07823 sorszámon szerepel.